# Парламент-стрит (Эксетер)
Парламент-стрит (англ. Parliament Street) — улица в Эксетере, Англия. 
Длина улицы составляет 50 метров. Связывает Хай-стрит и Waterbeer Street; улица появилась в XIV веке. Поскольку в самом узком месте ширина улицы — 0,64 метра, а в самом широком — около 1,22 метра, было заявлено, что Парламент-стрит — самая узкая улица в мире, но на самом деле почётное звание носит улица Spreuerhofstraße в Ройтлингене, Германия.
Ранее улица называлась Small Lane. В 1836 году жители Waterbeer Street пожертвовали 130 фунтов для того, чтобы Парламент-стрит расширили, но просьба так и осталась невыполненной.